# Åskgud

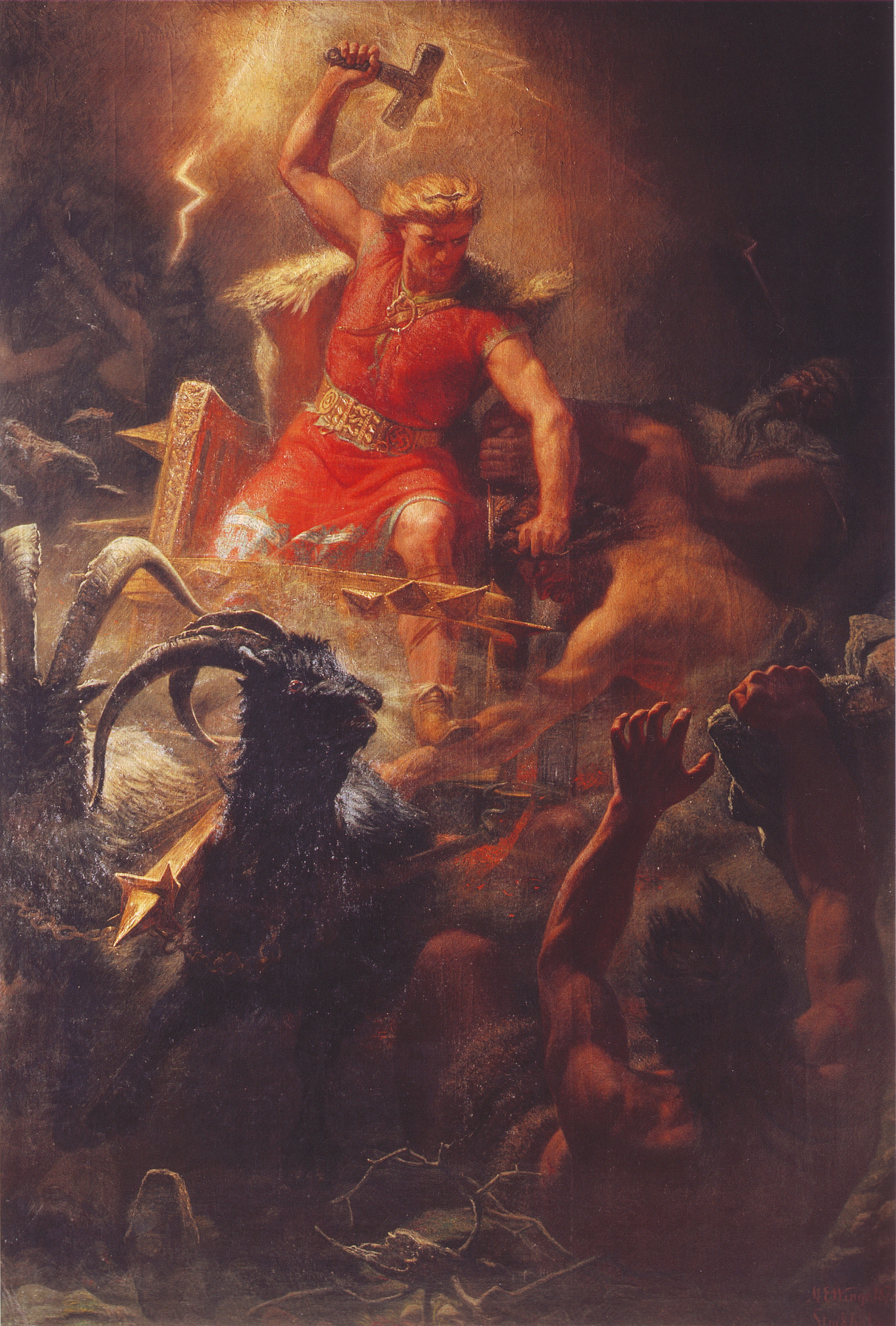
Åskguden Tor

Åskgudar, gestalter associerade med eller sedda som orsak till åska.
- Aztekisk mytologi: guden Tezcatlipoca
- Etruskisk mytologi: guden Tinia
- Grekisk mytologi: guden Zeus
- Indisk mytologi: guden Indra som slåss med asuras
- Nordisk mytologi: guden Tor
- Romersk mytologi: guden Jupiter
- Germansk mytologi: guden Donar
- Inkafolkets mytologi, och före det: guden Tunupa[1]